# Palais Aichinger

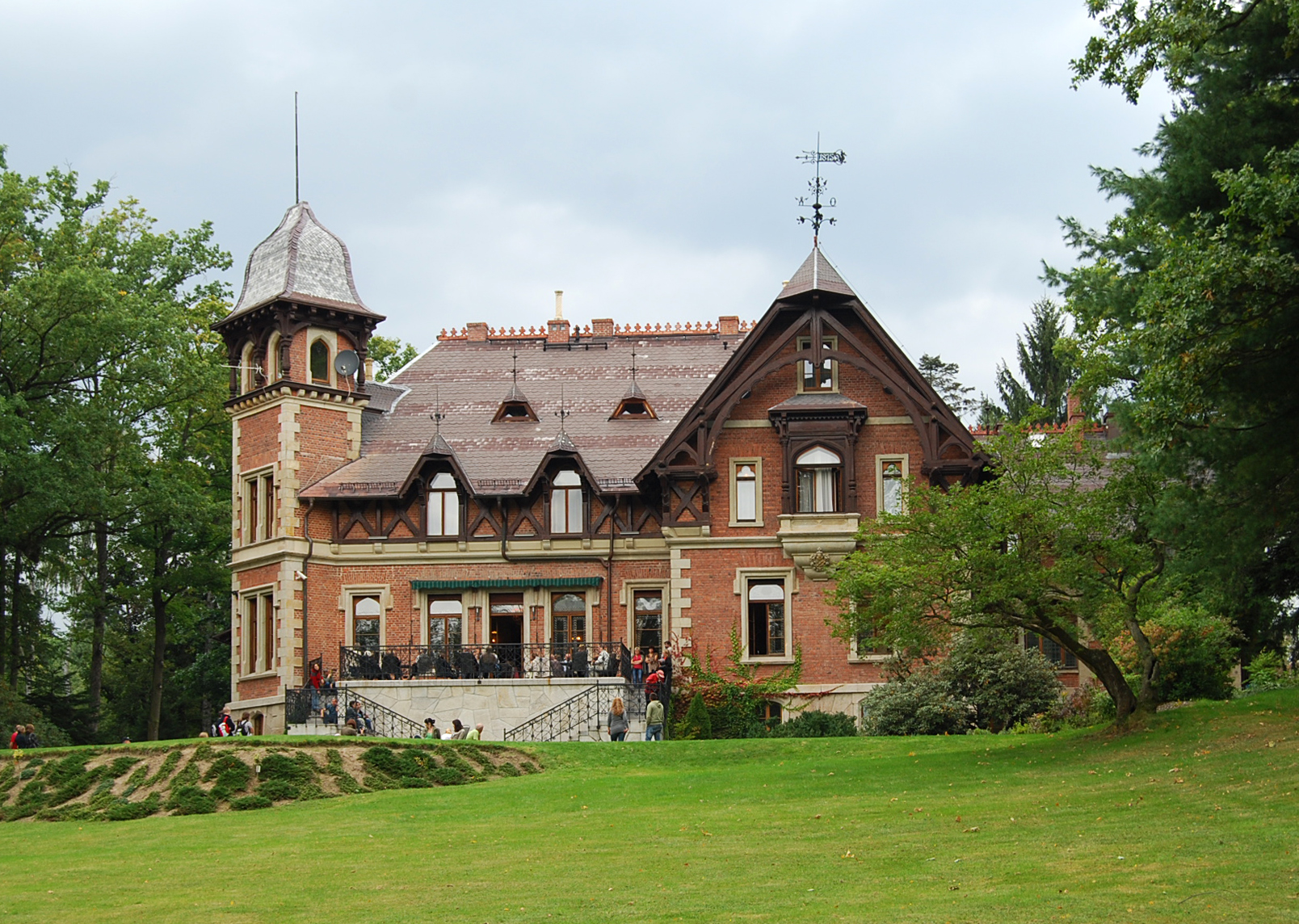
Palais Aichinger

Palais Aichinger (polnisch Pałac Dębowy) ist ein Schloss in Karpniki (Fischbach) im Hirschberger Tal im Powiat Karkonoski der Woiwodschaft Niederschlesien in Polen.

## Geschichte
Das Palais wurde 1875 für den hessischen Hofmarschall Baron Urlich de Tanneux von Saint Paul-Illaire von Hermann Ende und Wilhelm Böckmann errichtet. Den Englischen Garten legte der Baron selbst an. Nach dem Übergang an Polen infolge des Zweiten Weltkriegs wurde das Palais als Schullandheim genutzt. Es ist derzeit in Privatbesitz.